# Ramon Castejón i Bajils
Ramon Castejón i Bajils (Vilanova de Meià, 1827 - 1887) fou un polític català. Era membre d'una família acomodada d'ideologia liberal que el 1837 es va establir a Lleida per mor dels atacs dels carlins a la casa pairal. Estudià llatí i filosofia al Seminari de Lleida (1841) i el 1847 es llicencià en dret a la Universitat de Barcelona. Poc després es dedicà a la política, participà activament en la revolució de 1854 i el 1855-1857 fou nomenat paer en cap de Lleida.
El 1863 fou elegit diputat provincial. Compromès amb el republicanisme, el 1866 hagué d'exiliar-se a França. El 1867 tornà a Catalunya per la Vall d'Aran amb el general Contreras i intentà una sublevació republicana, però fracassà i tornà a l'exili, d'on va tornar quan triomfà la revolució de 1868 Fou elegit diputat pel districte de Balaguer a les eleccions generals espanyoles de 1869 i durant uns mesos fou nomenat governador civil de Pamplona. Participà en l'aixecament republicà d'octubre de 1869 i hagué d'exiliar-se a França novament, d'on va tornar quan fou amnistiat el 9 d'agost de 1870.
El 1871 fou elegit diputat provincial i el 1872-1873 novament paer en cap de Lleida, aquest cop per sufragi universal. A les eleccions generals espanyoles de 1873 fou elegit diputat per Balaguer i poc després el nomenaren governador civil de València, on sufocà el moviment cantonalista, i de Barcelona (1874).
Després del cop d'estat del general Pavía tornà a Lleida, on va reorganitzar el Partit Republicà Possibilista d'Emilio Castelar. El 1883 va formar part de la Junta Provincial d'Instrucció Pública i el 1885 fou escollit regidor del Partit Liberal Fusionista, encara que no va arribar a ocupar el càrrec.